# سيدني ميدلتون
سيدني ميدلتون (بالإنجليزية: Sydney Middleton)‏ هو مجدف أسترالي، ولد في 24 فبراير 1884 في سيدني في أستراليا، وتوفي في 2 سبتمبر 1945 في كنزينغتون في المملكة المتحدة.

## وصلات خارجية
- سيدني ميدلتون عل موقع إسبنسكروم (الإنجليزية)
- سيدني ميدلتون على موقع أوليمبيديا (الإنجليزية)
- سيدني ميدلتون على موقع اللجنة الأولمبية الأسترالية (الإنجليزية)